# Caso Jacqueline Sauvage
O caso Jacqueline Sauvage refere-se a um processo judicial francês que ocorreu em 2012 após o assassinato de Norbert Maro por sua então esposa Jacqueline Sauvage. O caso foi destaque e alvo de debate na mídia francesa. A mulher afirma ter sido espancada e violentada em conjunto com suas filhas. Uma petição elaborada em defesa de Jacqueline coletou 436 mil assinaturas com apoio de políticos, artistas e grupos a favor do feminismo. Jacqueline Sauvage tornou-se um ícone contra a violência de gênero e motivou discussões sobre o direito de defesa em casos de violência doméstica pelos políticos daquele país.
Em 28 de dezembro de 2016 o presidente francês François Hollande deu um perdão total a Jacqueline, que cumpria pena após matar a tiros seu marido, um dia após o suicídio de seu filho por enforcamento aos 12 anos de idade.